# Gran Premio Montelupo 1983
Il Gran Premio Montelupo 1983, diciannovesima edizione della corsa, si svolse il 21 giugno 1983 su un percorso di 208 km. La vittoria fu appannaggio dell'italiano Ennio Salvador, che completò il percorso in 5h33'00", precedendo il connazionale Moreno Argentin e l'australiano Michael Wilson.
Sul traguardo di Montelupo Fiorentino 43 ciclisti portarono a termine la competizione. 

## Ordine d'arrivo (Top 10)
| Pos. | Corridore                | Squadra                  | Tempo    |
| ---- | ------------------------ | ------------------------ | -------- |
| 1    | Ennio Salvador           | Gis Gelati-Campagnolo    | 5h33'00" |
| 2    | Moreno Argentin          | Sammontana-Campagnolo    | a 33"    |
| 3    | Michael Wilson           | Alfa Lum-Olmo            | s.t.     |
| 4    | Francesco Moser          | Gis Gelati-Campagnolo    | s.t.     |
| 5    | Fiorenzo Aliverti        | Alfa Lum-Olmo            | s.t.     |
| 6    | Marino Lejarreta         | Alfa Lum-Olmo            | a 34"    |
| 7    | Gianbattista Baronchelli | Sammontana-Campagnolo    | s.t.     |
| 8    | Emanuele Bombini         | Malvor-Bottecchia        | s.t.     |
| 9    | Giuseppe Saronni         | Del Tongo-Colnago        | a 35"    |
| 10   | Lucien Van Impe          | Metauro Mobili-Pinarello | s.t.     |